# Stanisław Chomątowski
Stanisław Chomątowski (ur. 28 listopada 1944 w Echzell, zm. 24 października 2021 w Krakowie) – polski ekonomista, dr hab.

## Życiorys
W 1963 ukończył technikum ekonomiczne w Brzegu, w 1968 studia w Wyższej Szkole Ekonomicznej w Krakowie. W latach 1968–2017 pracował na macierzystej uczelni (działającej od 1974 jako Akademia Ekonomiczna w Krakowie, od 2007 jako Uniwersytet Ekonomiczny w Krakowie), kolejno w Katedrze i Zakładzie Ekonomiki Przemysłu (1968-1992), Samodzielnym Zakładzie Ekonomiki i Organizacji Przedsiębiorstw (1992-1993) i Katedrze Ekonomiki i Organizacji Przedsiębiorstw (1994-2017).
W 1977 obronił pracę doktorską Struktura produkcji a optymalna wielkość kombinatów chemicznych. 19 grudnia 1994 habilitował się na podstawie pracy zatytułowanej Dynamika rozwoju a efektywność systemów przemysłowych. Pracował na stanowisku profesora w Katedrze Ekonomiki i Organizacji Przedsiębiorstw na Wydziale Zarządzania Akademii Ekonomicznej w Krakowie.
Pracował też w Katedrze Finansów i Gospodarki Światowej na Wydziale Zarządzania, Informatyki i Nauk Społecznych Wyższej Szkole Biznesu w Dąbrowie Górniczej.
W latach 2000-2001 był przewodniczącym Rady Nadzorczej KGHM Polska Miedź S.A..